# IC 5146
IC 5146 est composé d'une nébuleuse en émission et un amas ouvert situés à environ 2 500 années-lumière de la Terre dans la constellation du Cygne. Il a un diamètre d'environ 15 années-lumière.

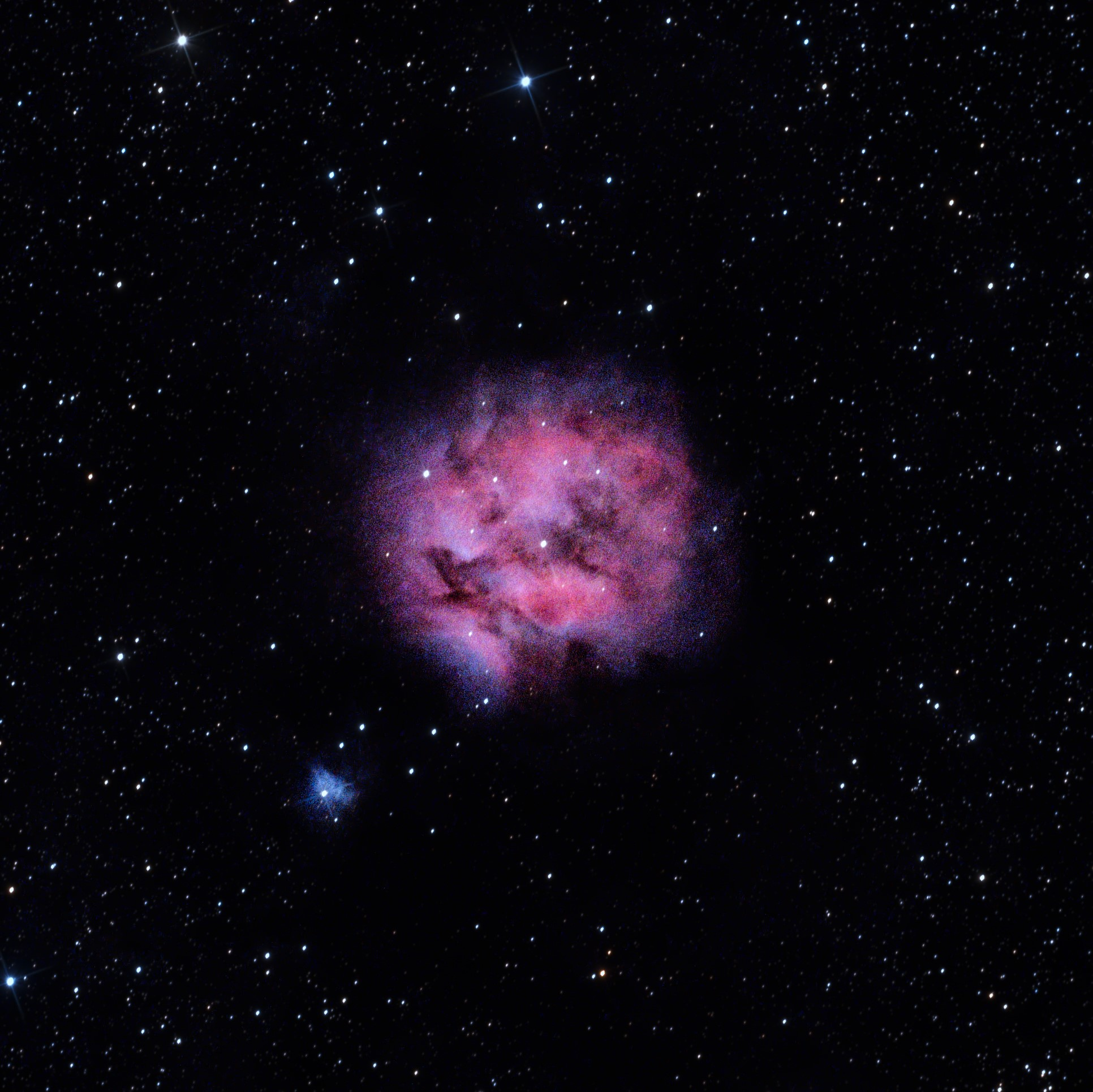
Image de la nébuleuse réalisée par un usager anonyme.
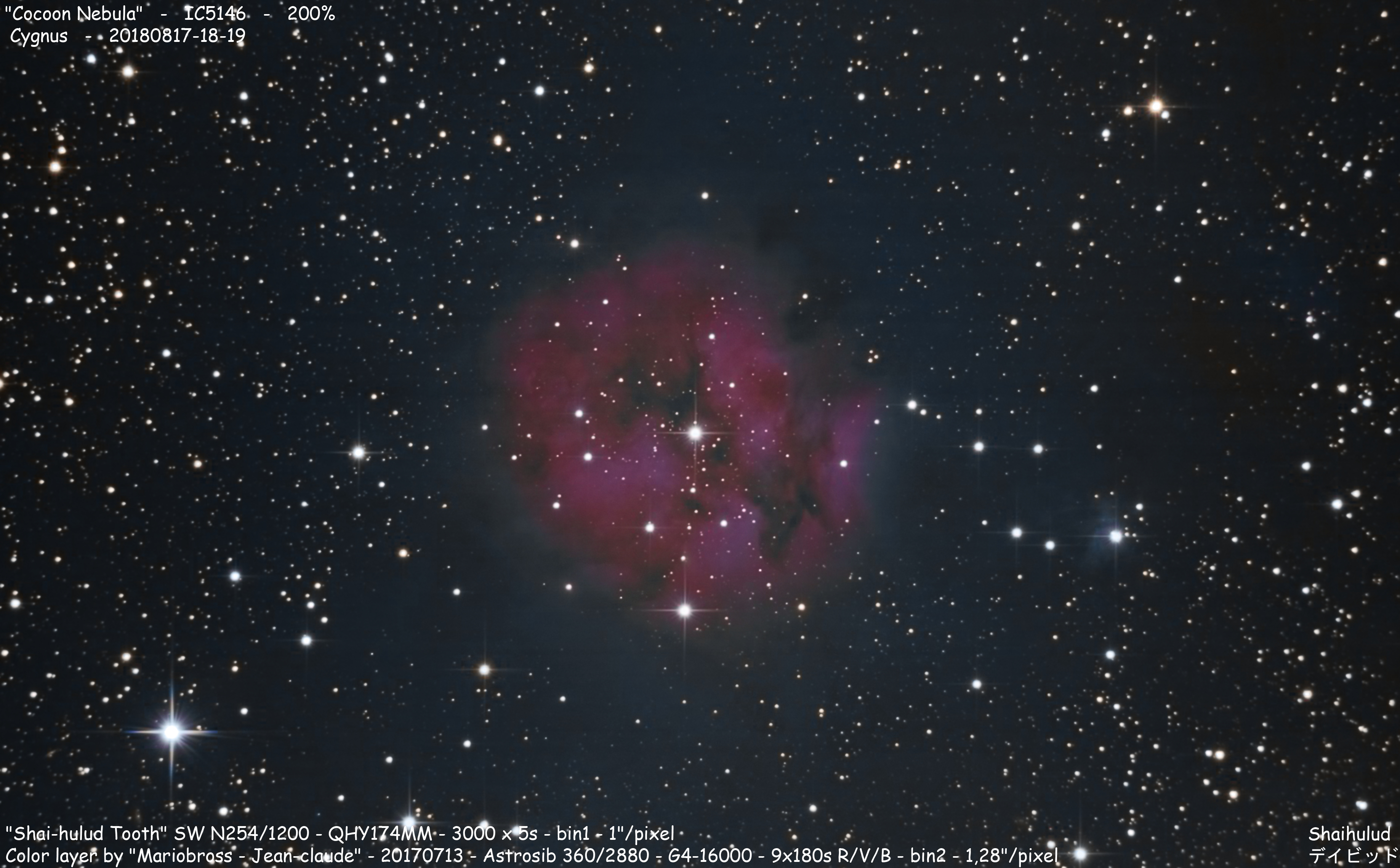
Image d'IC 5146 réalisée par Shaihulud D. D.

Elle se trouve près du bord Est de la constellation, près de celle du Lézard, en plein dans la Voie lactée, à une heure en AD de la Nébuleuse de l'Amérique du Nord. Elle est située à l'extrémité de la nébuleuse obscure Barnard 168 (de).
Elle est également une zone de formation d'étoiles.